# Имлил
Имлил (на арабски: امليل; на френски: Imlil) е високоплaнинско село в Западно Мароко, регион Марракеш – Сафи, провинция Ал-Хауз, околия Асни, община Асни.
Разположено е в планините Висок Атлас. Отстои на 56 км южно от Маракеш. Центърът му се намира на 1740 метра над морското равнище, а покрайнините му достигат 2000 м. То е в близост до връх Тубкал (4167 метра н.м.) – планинския първенец в Северна Африка. Там свършват пътищата и започват кози и планинарски пътеки към върха.
Асфалтов път, сред диво растящи на невероятни надморски височини кактуси, го свързва на север с град Асни (Asni) – на 14 км; друг живописен път (12 км) го свързва със село Икис (Ikkiss) на североизток. Линия на обществения транспорт (включително с камиони с отворена каросерия) няколко пъти седмично пътува между тези 3 селища.
Преди появата на планинския туризъм районът е добре известен с отглеждане на орехи, ябълки, череши. Този поминък съществува в долините около Таматерт (Tamatert), Аит Сука (Ait Souka), Тагадирт (Tagadirt), Ташеддирт (Tacheddirt), Ашейм (Acheim), Таурит аит Мизан (Taourirt n'Ait Mizane), Мзикен (Mzikene) и Архен (Arhrene). Въпреки че овощартвото все още е важно за местната икономика, днес това препитание е засенчено от туризъма. Чуждестранни и местни посетители отиват там, търсейки хладина и облекчение от горещините.
Селото възниква сравнително неотдавна. Местните жители се занимават със скотовъдство, земеделие и обслужване на туристите. Повечето места за подслон не са луксозни, а приветливи семейни хотелчета в типичен марокански планински стил с невероятни панорами към снежната планина. Много от тях могат да бъдат достигнати само с мулета или пеша, като хотелиерите посрещат туристите пред алпийското кафене в селището и превозват багажа им единствено по този начин.
Поради уникалното си местоположение Имлил е в центъра на планинския туризъм в Мароко. Южният край на селото се вклинява в Националния парк „Тубкал“, около едноименния връх Тубкал. От него 90% от планинарите и алпинистите започват изкачване на върха. В селото, като край на асфалтовия път, могат да наемат планински водачи и мулета за продължаване на дългото и нелесно изкачване.
Описанието на Имлил, както и на проблемите и перспективите на планинското население на Мароко, става популярно през 1984 г. с книгата „Имлил“ на Джеймс А. Милър, публикувана от „Уествю прес“.
Филмът „Седем години в Тибет“ с Брад Пит и Дейвид Тюлис по действителен случай, описан в книгата на австрийския алпинист Ханрих Харер, частично е заснет през 1997 г. там и в околните планини, които според виждането на режисьора Жан-Жак Ано достатъчно достоверно предават атмсферата на Тибет.